# Vereinigte Lohnsteuerhilfe
Der Lohnsteuerhilfeverein Vereinigte Lohnsteuerhilfe e. V. (VLH) ist seit 1972 bundesweit als Lohnsteuerhilfeverein tätig. In über 3.000 Beratungsstellen betreut der Verein mehr als eine Million Mitglieder auf dem Gebiet der Einkommensteuer. Aufgrund der Anzahl seiner Beratungsstellen und Mitglieder bezeichnete sich der Verein selbst als Deutschlands größten Lohnsteuerhilfeverein.

## Geschichte
1964 hat der Gesetzgeber auf Betreiben der Gewerkschaften die Institution der Lohnsteuerhilfevereine geschaffen. Ziel war es, Arbeitnehmern aller Einkommensklassen eine erschwingliche steuerliche Beratung zu ermöglichen. Die VLH wurde daraufhin 1972 von Ernst Strötzel in Neustadt an der Weinstraße gegründet. Bis zur Wiedervereinigung Deutschlands hatte die VLH 340 Beratungsstellenleiter, die 37.000 Mitglieder betreuten.
Nach der Wiedervereinigung expandierte der Verein in die neuen Bundesländer. Bis zum Jahr 1992 stieg die Zahl der Mitglieder dann auf 170.000. Im Jahr 1995 zählte die VLH bereits 380.000 Mitglieder. 2007 fusionierte die VLH mit dem Lohnsteuerhilfeverein Ludwigshafen e. V. und erhöhte die Mitgliederzahl damit auf 680.000. Ende 2022 hatte die VLH nach eigenen Angaben mehr als 1,2 Millionen Mitglieder.
Ernst Strötzels Sohn wirkte seit 1991 im Vorstand des Vereins mit. 1996 übernahm Jörg Strötzel den Vorstandsvorsitz und leitet seither die Geschäfte. Die Vereinszentrale liegt bis heute in einem Gewerbegebiet in Neustadt an der Weinstraße.

## Tätigkeit
Der Lohnsteuerhilfeverein erstellt die Einkommensteuererklärung für Arbeitnehmer, Rentner und Pensionäre im Rahmen einer Mitgliedschaft begrenzt nach § 4 Nr. 11 StBerG.
Zu den Leistungen der VLH zählen u. a.:
- Erstellen der Einkommensteuererklärung
- Ganzjährige Beratung zu Einkommensteuerfragen
- Stellen sämtlicher Anträge auf Steuerermäßigungen
- Berechnung der Steuerrückerstattung oder Nachzahlung
- Prüfen des Steuerbescheids
- Einspruchsverfahren bei fehlerhaften Bescheiden und Kommunikation mit dem Finanzamt
- Klageführung vor dem Finanzgericht
- Führen von Musterprozessen für betroffene Mitglieder

Die Beratungsstellenleiter arbeiten sowohl hauptberuflich als auch im Nebenberuf für die VLH. In einem behördlichen Eignungsverfahren werden zuvor nach dem Steuerberatungsgesetz die fachliche als auch persönliche Eignung geprüft.

## Qualitätssicherung
Am 1. Mai 2006 trat die DIN-Norm 77700 "Dienstleistungen für Lohnsteuerhilfevereine" in Kraft. Daran beteiligt waren unter anderem Vertreter des NVL und BDL, des  Deutschen Anwaltvereins, des Steuerberaterverbands sowie der Stiftung Warentest. Seither können sich Beratungsstellenleiter von Lohnsteuerhilfevereinen nach der DIN-Norm 77700 zertifizieren lassen. Die Prüfung nimmt die Nachfolge-Organisation des Prüfungsverbandes der Lohnsteuerhilfevereine e. V. (PVL) ab, der im Jahr 2006 gegründete Zertifizierungsverband der Lohnsteuerhilfevereine e. V. (ZVL).
Die VLH stellt nach eigenen Angaben die meisten nach DIN 77700 zertifizierten Beratungsstellenleiter. Insgesamt sind rund 1.500 Beratungsstellen oder Beratungsstellenleiter zertifiziert, teilzertifiziert oder haben einen Fachkundenachweis nach DIN 77700.

## Mitgliedschaft
Um die Dienstleistungen der VLH in Anspruch zu nehmen, muss man Vereinsmitglied sein. Mitglied werden können unter den Voraussetzungen des § 4 Nr. 11 StBerG Arbeitnehmer, Beamte, Rentner, Auszubildende, Studenten und Unterhaltsempfänger. Der Mitgliedsbeitrag ist sozial gestaffelt und richtet sich nach der Höhe der jeweiligen Jahreseinnahmen. Hinzu kommt eine einmalige Aufnahmegebühr in Höhe von 10 Euro.